# Gorzkowiczki
Gorzkowiczki – wieś w Polsce, położona w województwie łódzkim, w powiecie piotrkowskim, w gminie Gorzkowice.
| SIMC    | Nazwa             | Rodzaj                |
| ------- | ----------------- | --------------------- |
| 0539839 | Bukowina          | część wsi, do 2024 r. |
| 0539845 | Józefina          | część wsi, do 2024 r. |
| 0539851 | Pieńki Stolarskie | część wsi             |
| 0539868 | Porosło           | część wsi, do 2024 r. |

W latach 1975–1998 wieś administracyjnie należała do województwa piotrkowskiego.